# Philipp Kittler
Philipp Kittler (* 18. Juni 1861 in Schwabach; † 11. Januar 1944 in Nürnberg) war ein deutscher Bildhauer und Medailleur. Er zählte in den Jahren um 1900 zu den bekanntesten Nürnberger Künstlern.

## Ausbildung und Leben
Philipp Kittler besuchte wegen seiner zeichnerischen Begabung in den Jahren 1877 bis 1880 die Kunstgewerbeschule Nürnberg. Im Geschäft seines Vaters, des Hafnermeisters Emanuel Kittler, arbeitete er an der plastischen Verzierung von Kacheln und Öfen. Für einen Rokoko-Ofen erhielt er im Wettbewerb der König-Ludwig-Preis-Stiftung den 1. Preis. Um 1889 zog er nach Nürnberg, wo er 1891–1893 ein kunstgewerbliches Atelier betrieb.
Von 1893 bis 1895 studierte Kittler bei Wilhelm von Rümann an der Kunstakademie München und errang dort als hohe Auszeichnung die Große Silbermedaille. In Nürnberg fertigte Kittler den Skulpturenschmuck der Ausstellungsgebäude der II. Bayerischen Landesausstellung von 1896.
Kittler war ein vielbeschäftigter und erfolgreicher Bildhauer. Viele seiner Werke finden sich heute noch in Nürnberg, Schwabach und Fürth:
- Zierbrunnen (1913) auf dem Neuen Jüdischen Friedhof in Nürnberg
- Minnesängerbrunnen im Rosenaupark, vorher in der Prateranlage in Nürnberg
- Bauplastik am Opernhaus Nürnberg, Richard-Wagner-Platz
- Pomonabrunnen in Nürnberg, Sandreuthstraße
- Trauernde Noris seit 1934 auf dem Westfriedhof, vorher am Platz vor dem Laufer Tor (heute Rathenauplatz) in Nürnberg (1920)[2]
- Figurengruppe am Eingangsportal des Tiergartens Nürnberg (1912)[2]

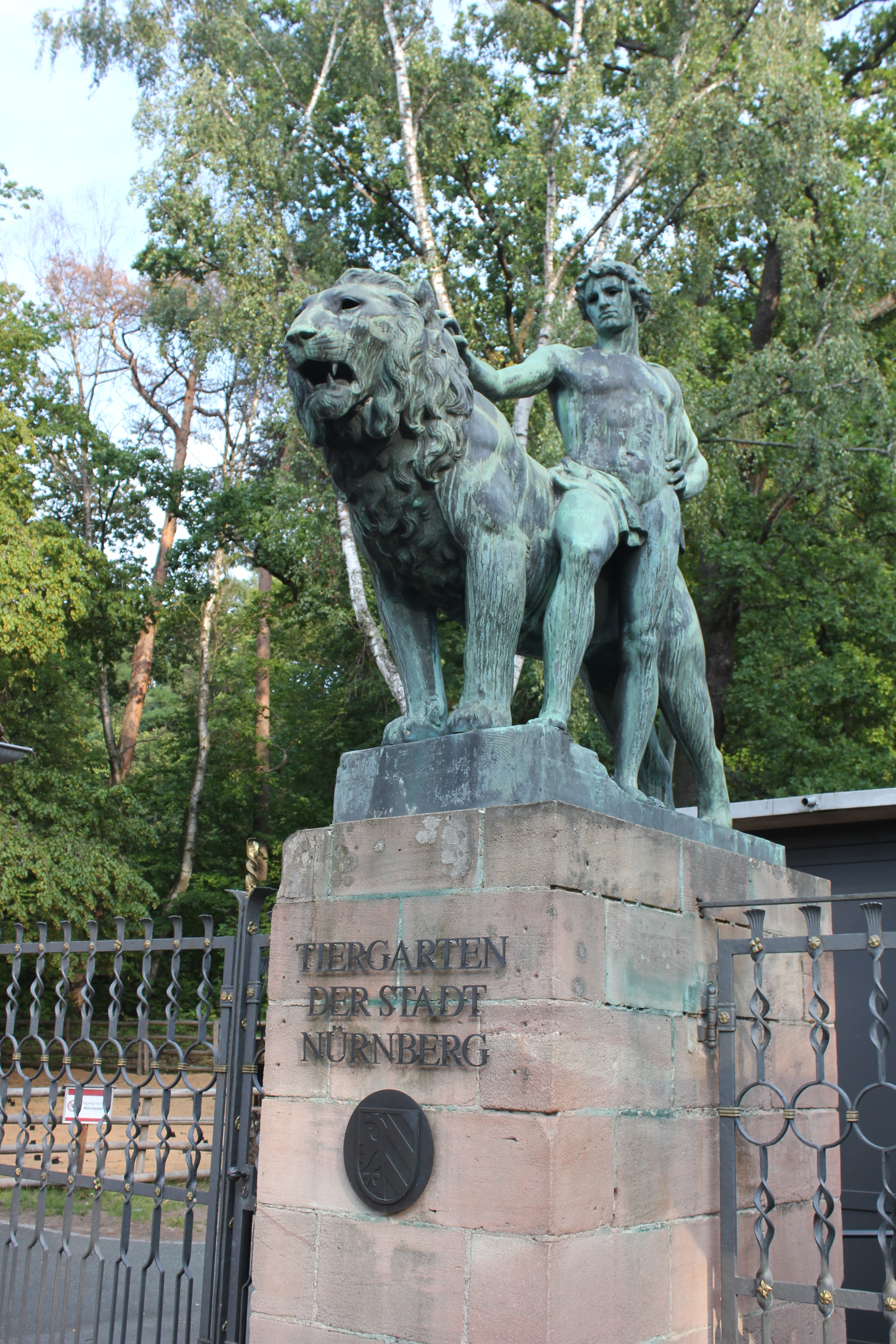
Mann mit Löwe, linke Bronzefigur am Eingangsportal des Tiergartens Nürnberg
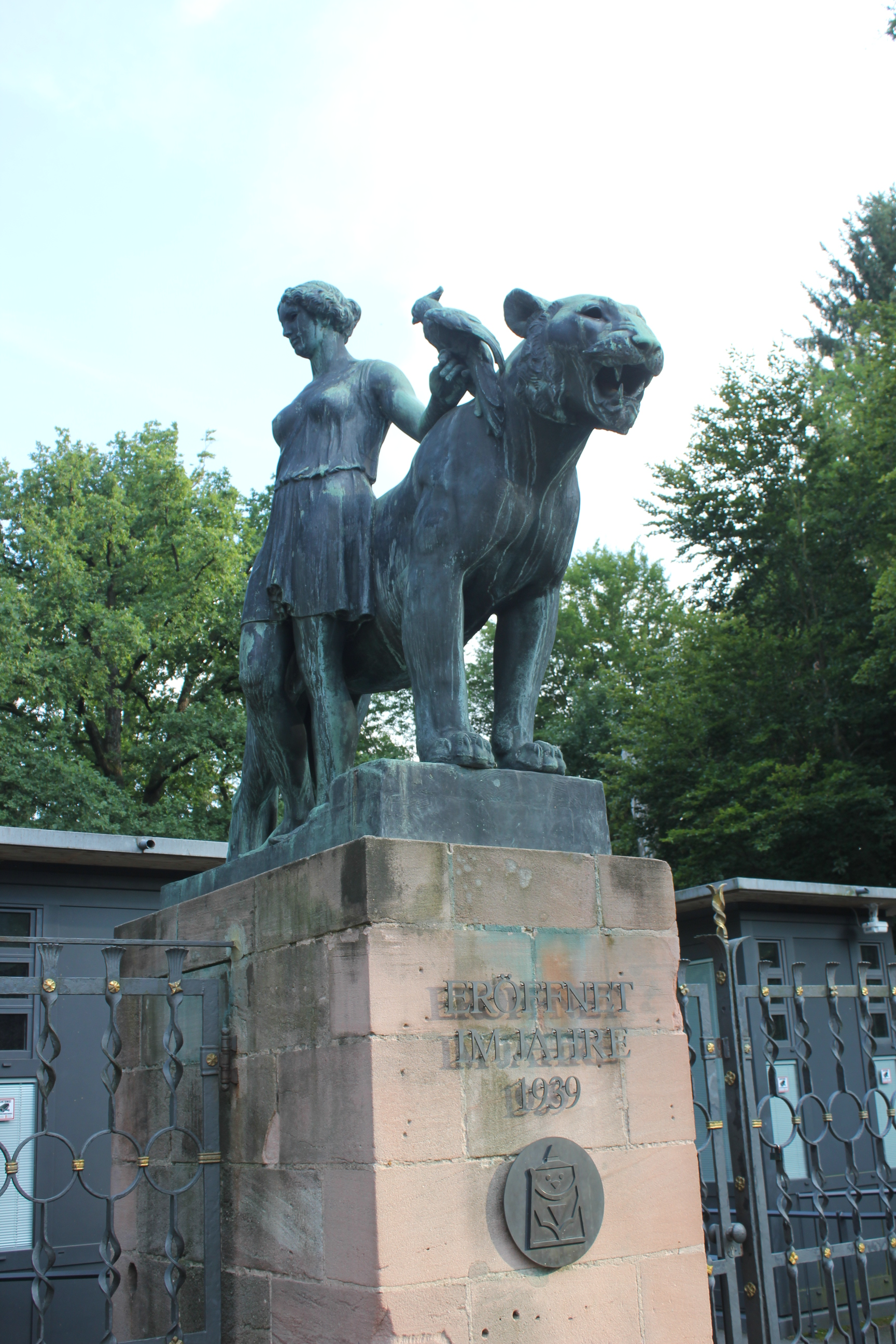
Frau mit Tiger und Kakadu, rechte Bronzefigur am Eingangsportal des Tiergartens Nürnberg
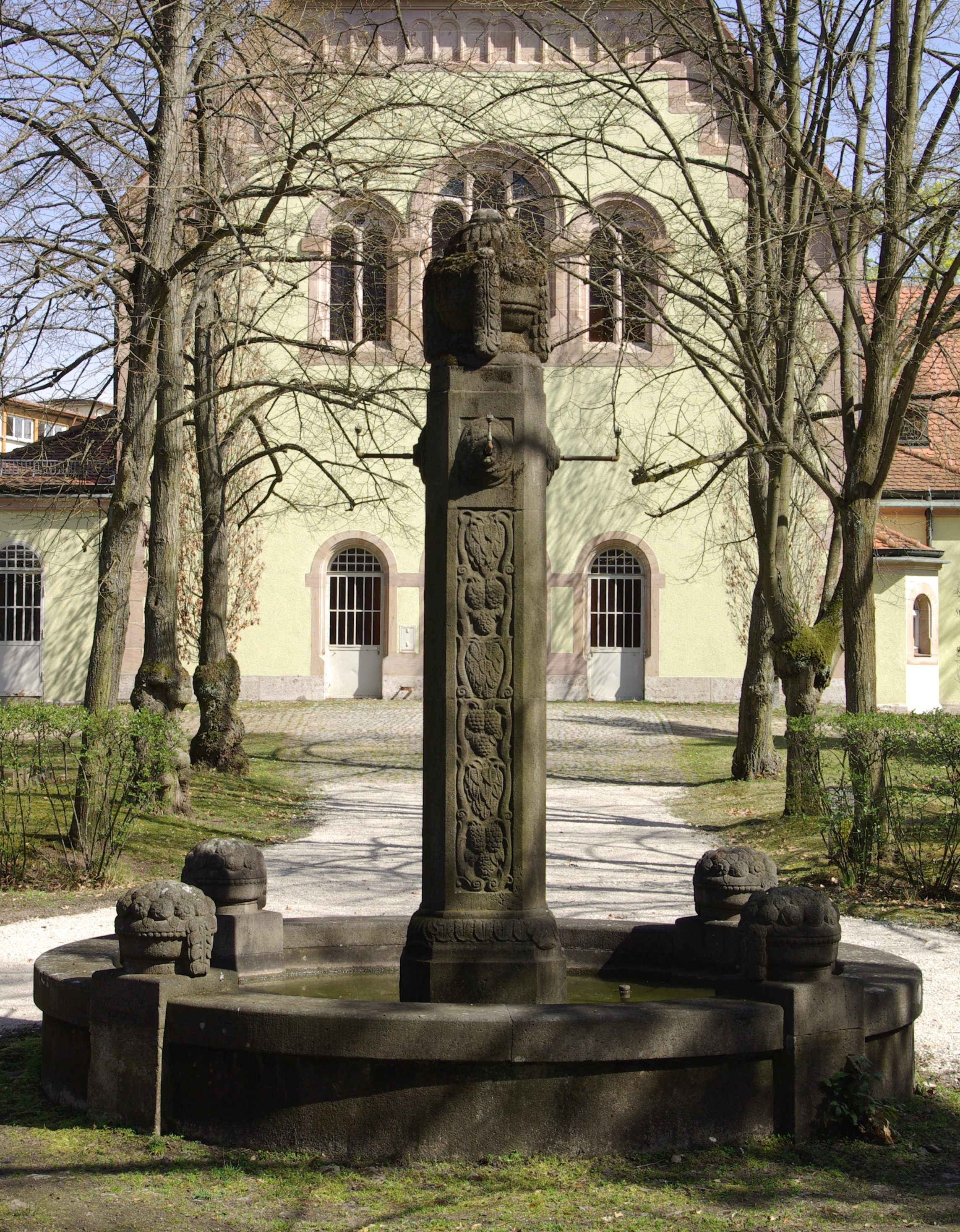
Zierbrunnen auf dem Neuen Jüdischen Friedhof in Nürnberg
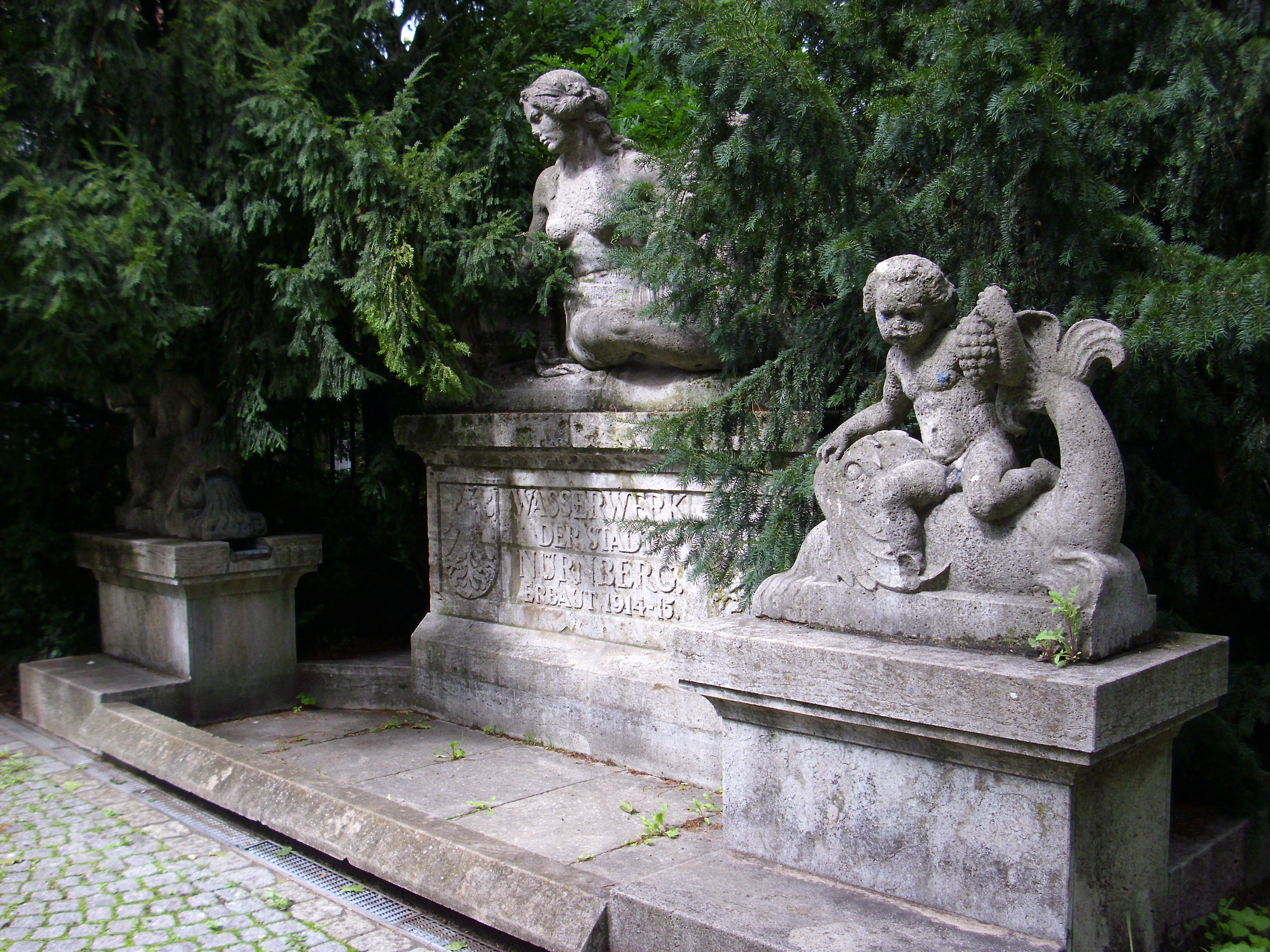
Der Pomonabrunnen
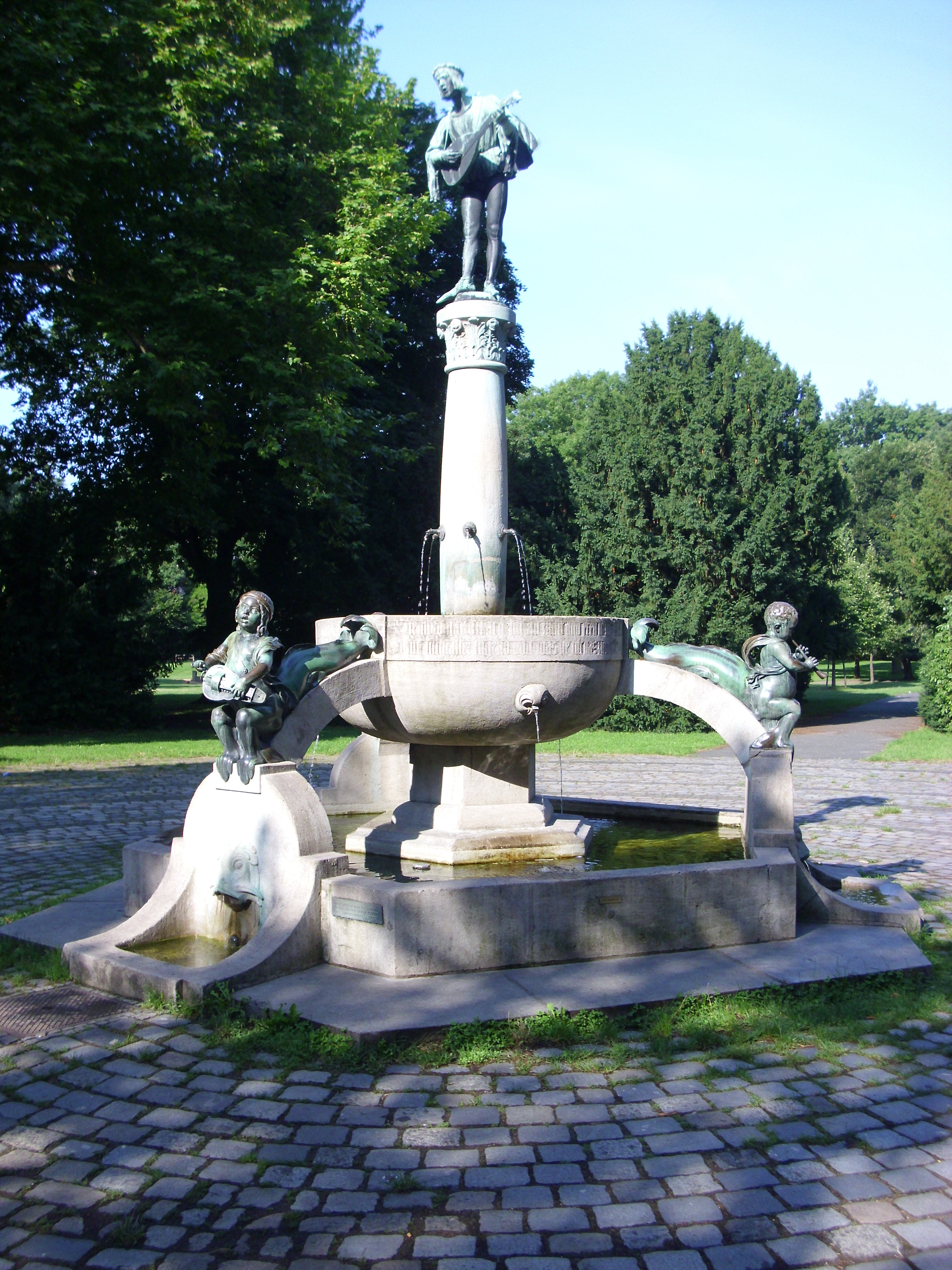
Der Minnesängerbrunnen im Rosenaupark
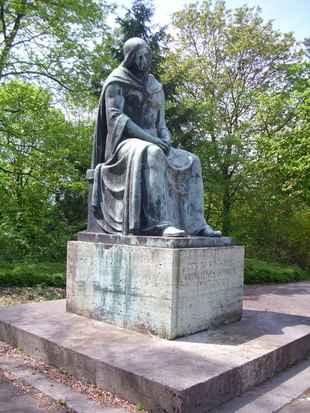
Die Trauernde Noris auf dem Westfriedhof